# Биккулов, Хурмат Талхич
Хурмат Талхич Биккулов (баш. Хөрмәт Талха улы Бикҡолов; 22 марта 1927, д. Калтаево, Стерлитамакский кантон, БАССР, СССР — 4 августа 1997, Уфа, Башкортостан, Россия) — советский башкирский переводчик. Заслуженный работник культуры БАССР (1987). Член Союза писателей БАССР (1980). Старший брат А. Т. Биккуловой.

## Биография
Родился 22 марта 1927 года в д. Калтаево Стерлитамакского кантона БАССР (ныне д. Новокалтаево Куюргазинского района Башкортостана).
Окончив в 1944 году среднюю школу, добровольцем ушёл на фронта Великой Отечественной войны. Демобилизовавшись, вернулся в Уфу, в 1954—1955 годах трудился переводчиком в молодёжной республиканской газете «Ленинец» («Ленинсы»).
В 1955 году поступил, а в 1959 году окончил факультет иностранных языков БашГУ, хорошо знал немецкий и английский языки. В 1959—1966, 1970—1995 годах работал в издательстве «Китап», в 1967—1968 годах трудился заведующим литературной частью Башкирского театра драмы.
Умер в Уфе 4 августа 1997 года, похоронен в родной деревне.

## Творчество
Первые собственные стихи опубликовал в 1941 году.
Перевёл на башкирский язык произведения русских и зарубежных писателей: сказку А. Н. Толстого «Золотой ключик, или Приключения Буратино» (1936; в башкирском переводе «Алтын асҡыс, йәки Буратино мажаралары», 1979); стихотворения А. Барто, В. А. Жуковского, С. Я. Маршака, К. И. Чуковского, Р. Бёрнса, нобелевских лауреатов П. Неруды, Р. Тагора.
Переводы стихов советских поэтов опубликованы в сборниках «Дуҫлыҡ офоҡтары» (1977; «Горизонты дружбы») и «Яҡты офоҡтар» (1987; «Светлые горизонты»).
По его переводам пьес М. Горького «Последние» («Һуңғылар»), Ф. Гарсия Лорки «Кровавая свадьба» («Ҡанлы туй»), Еврипида «Медея», Л. Н. Толстого «Во тьме» («Ҡараңғылыҡ хөкөм һөргәндә»), У. Шекспира «Два веронца» («Ике мөхәббәт») и др. поставлены спектакли на сценах башкирских театров.